# ゴッホ 最期の手紙
『ゴッホ 最期の手紙』（ゴッホさいごのてがみ、Loving Vincent）は、2017年のポーランド・イギリス・アメリカ合衆国のアニメ・伝記・ドラマ映画。監督はドロタ・コビエラとヒュー・ウェルチマン。画家のフィンセント・ファン・ゴッホの生涯とその死を描いている。史上初の全編絵画の長編アニメーション映画である。ポーランド映画協会からの資金提供のほか、Kickstarterのキャンペーンによる支援も受けた。
2008年当初は7分の短編映画として構想されていたが、画家でもあるコビエラが技法とファン・ゴッホの物語を学んだことにより長編化が実現した。
6万5000フレームに及ぶこの映画は125人の画家で構成されたチームによりファン・ゴッホと同じ技法を用いてキャンバス上に油絵で描かれ、制作された。プレミア上映は2017年のアヌシー国際アニメーション映画祭で行われた。第30回ヨーロッパ映画賞長編アニメ映画賞を受賞し、また第90回アカデミー賞長編アニメ映画賞にもノミネートされている。

## キャスト
括弧内は日本語吹替声優である。

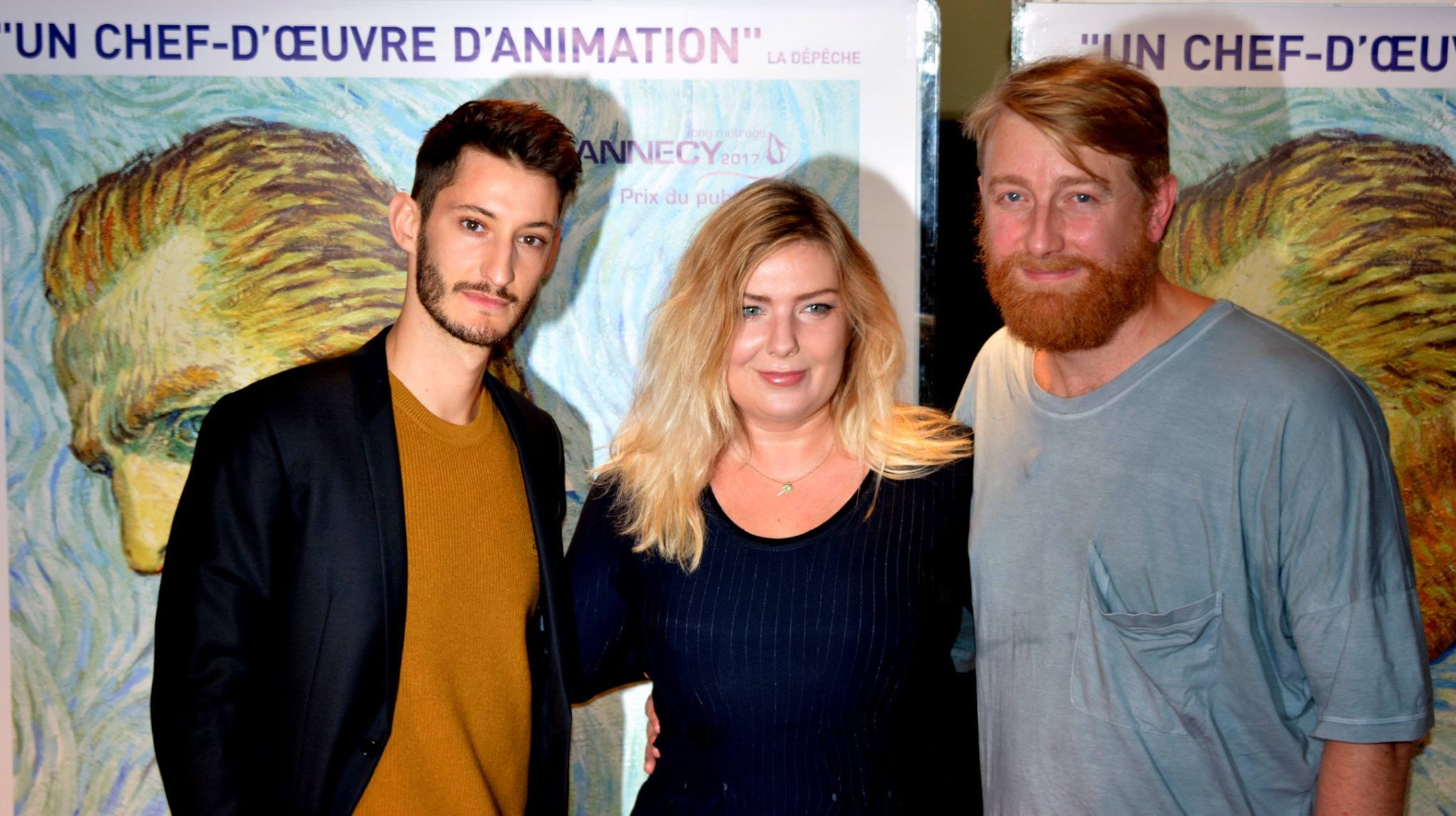
監督のコビエラ（中央）と脚本のウェルチマン（右）、アルマン・ルーランのフランス語吹き替えを務めたピエール・ニネ（パリで開催されたフランス・プレミアにて）。

- フィンセント・ファン・ゴッホ：ロベルト・グラチーク（声：三宅健太）- 自殺したとされる画家。回想シーンのみ登場。
- アルマン・ルーラン：ダグラス・ブース（声：山田孝之）- フィンセントから弟テオに宛てた手紙を届けようとする青年。
- ポール・ガシェ：ジェローム・フリン（声：村治学）- フィンセントの主治医。フィンセントの芸術家仲間。
- マルグリット・ガシェ：シアーシャ・ローナン（声：伊藤かな恵）- ポールの娘。
- ルイーズ・シュヴァリエ：ヘレン・マックロリー（声：幸田直子）- ガシェ家の家政婦。
- 郵便配達人ジョゼフ・ルーラン：クリス・オダウド（声：イッセー尾形）- アルマンの父親。郵便局長。フィンセントの友人。
- タンギー爺さん：ジョン・セッションズ（英語版）（声：鈴木清信）- パリの画材屋。
- アドリアーヌ・ラヴー：エレノア・トムリンソン（声：冬馬由美）- フィンセントが滞在していた宿屋の娘。
- 貸しボート屋：エイダン・ターナー（声：丸山壮史）
- ドクター・マゼル：ビル・トーマス（声：板取政明）
- ミリエ少慰：ロビン・ホッジス（声：塩見宗真）
- ポール・ゴーギャン：ピョートル・パムワ（声：落合福嗣）
- テオ：ツェザリ・ウカシェヴィチ（声：中村公彦）
- ヨー：ボジェナ・ベルリンスカ＝ブリゼック（声：水瀬郁）
- ズアーブ兵: ジョッシュ・バーデット（声：平修）
- ラ・ムスメ：ホリー・アール（声：島野愛野）
- その他の日本語吹き替え = 梅村紗瑛／山下直卓／速水達也／西岡麻衣／寺下由夏／坂田将吾

## 製作
映画製作者たちはセルアニメーターではなく古典的な技術を持つ画家の起用を選択した。ウェルチマンは「パーソナライズされたスタイル」のアニメーターを避け、「非常に純粋な油絵画家」である人々を選んだと述べた。合計で20カ国以上から125人の画家の招集が計画されていたが、資金調達の難航によりスタッフの作業時間は短縮された。応募者は約5000人におよび、その多くはオンライン上の求人広告により興味を持った者だった。
制作はグリーンスクリーンで実際にキャストに演じさせて開始された。撮影終了後、各フレームはキャンバス上に投影され、画家たちがそれに合わせて描画した。キャストの撮影から絵画の完成までの全過程には4年を要し、ウェルチマン自身も「我々はこの120年で最も遅い映画制作法を発明した」と振り返った。

## 評価

### 興行収入
2018年1月28日までに全世界で約3020万ドルを売り上げている。アメリカ合衆国とカナダで併せて約650万ドル、韓国で約290万ドル、イタリアで約150万ドル、中国で約1080万ドルに達している。

### 批評家の反応
Rotten Tomatoesでは125件のレビューで支持率は83%、平均点は7.1/10となっている。またMetacriticでは21件のレビューで加重平均値は62/100と示されている。

### 受賞とノミネート
| 年   | 賞                                         | 部門                                   | 対象                                                         | 結果       | 参照          |
| ---- | ------------------------------------------ | -------------------------------------- | ------------------------------------------------------------ | ---------- | ------------- |
| 2017 | ヨーロッパ映画賞                           | 長編アニメ映画賞                       | 『ゴッホ 最期の手紙』                                        | 受賞       | [ 17 ]        |
| 2017 | ハリウッド・ミュージック・イン・メディア賞 | 作曲賞                                 | クリント・マンセル                                           | ノミネート | [ 18 ]        |
| 2017 | フロリダ映画批評家協会                     | アニメーション映画賞                   | 『ゴッホ 最期の手紙』                                        | ノミネート | [ 19 ] [ 20 ] |
| 2018 | ゴールデングローブ賞                       | アニメ映画賞                           | ドロタ・コビエラ ヒュー・ウェルチマン                        | ノミネート | [ 21 ]        |
| 2018 | セントルイス映画批評家協会                 | アニメ映画賞                           | ドロタ・コビエラ ヒュー・ウェルチマン                        | ノミネート | [ 22 ]        |
| 2018 | ワシントンD.C.映画批評家協会賞             | アニメ映画賞                           | ドロタ・コビエラ ヒュー・ウェルチマン                        | ノミネート | [ 23 ]        |
| 2018 | サテライト賞                               | アニメーション・ミックスメディア映画賞 | 『ゴッホ 最期の手紙』                                        | ノミネート | [ 24 ]        |
| 2018 | ボストン映画批評家協会                     | アニメ映画賞                           | 『ゴッホ 最期の手紙』                                        | 2位        | [ 25 ] [ 26 ] |
| 2018 | クリティクス・チョイス・アワード           | アニメ映画賞                           | ドロタ・コビエラ ヒュー・ウェルチマン                        | ノミネート | [ 27 ]        |
| 2018 | アカデミー賞                               | 長編アニメ映画賞                       | ドロタ・コビエラ ヒュー・ウェルチマン イヴァン・マクタガード | ノミネート |               |
| 2018 | アニー賞                                   | 長編インディペンデント作品賞           | ヒュー・ウェルチマン イヴァン・マクタガード                  | ノミネート | [ 28 ]        |
| 2018 | アニー賞                                   | アニメ映画音楽賞                       | クリント・マンセル                                           | ノミネート | [ 28 ]        |
| 2018 | アニー賞                                   | アニメ映画脚本賞                       | ドロタ・コビエラ ヒュー・ウェルチマン ヤツェク・デネル       | ノミネート | [ 28 ]        |
| 2018 | 英国アカデミー賞                           | アニメ映画賞                           | コビエラ ヒュー・ウェルチマン イヴァン・マクタガード         | ノミネート | [ 29 ]        |
| 2018 | ノーステキサス映画批評家協会               | アニメ映画賞                           | ドロタ・コビエラ ヒュー・ウェルチマン                        | 2位        | [ 30 ]        |
| 2018 | セントルイス映画批評家協会                 | アニメ映画賞                           | ドロタ・コビエラ ヒュー・ウェルチマン                        | ノミネート | [ 31 ]        |
| 2018 | フェニックス映画批評家協会                 | アニメ映画賞                           | 『ゴッホ 最期の手紙』                                        | ノミネート | [ 32 ]        |
| 2018 | EDA賞                                      | アニメ映画賞                           | 『ゴッホ 最期の手紙』                                        | 受賞       | [ 33 ]        |
| 2018 | デンバー映画批評家協会                     | アニメ映画賞                           | 『ゴッホ 最期の手紙』                                        | ノミネート | [ 34 ]        |
| 2018 | ジョージア映画批評家協会                   | アニメ映画賞                           | 『ゴッホ 最期の手紙』                                        | ノミネート | [ 35 ]        |
| 2018 | 美術監督組合                               | アニメ映画プロダクションデザイン賞     | マシュー・ボタン                                             | ノミネート | [ 36 ]        |
| 2018 | ゴールデン・イーグル賞                     | 外国語映画賞                           | 『ゴッホ 最期の手紙』                                        | 受賞       |               |